# FlyDSA Arena
De FlyDSA Arena is een arena in Sheffield, Engeland. De arena is de belangrijkste locatie voor concerten in Yorkshire.
De originele naam van de arena was de Sheffield Arena, deze droeg het vanaf de opening in 1991 tot 2002. Van 2002 tot 2007 heette het de Hallam FM Arena. Vanaf 1 november 2007 was het weer de Sheffield Arena, tot 2010. Vanaf 9 augustus 2010 heet het de Motorpoint Arena. In 2015 werd de naam wederom gewijzigd naar Sheffield Arena. In 2017 werd de naam gewijzigd naar FlyDSA Arena door sponsoring van het Doncaster Sheffield Airport.
De arena staat bekend om de concerten en sportevenementen die er gehouden worden.

## Constructie en opening
De bouw kostte 34 miljoen pond. Op 30 mei 1991 werd het geopend door koningin Elizabeth II. Diezelfde avond vond het eerste concert plaats, van Paul Simon. Daarna werd het, samen met het, tevens nieuwe, Don Valley Stadium, de thuishaven van de World Student Games die in Sheffield gehouden werden.
Sinds de opening hebben circa 7 miljoen mensen evenementen bezocht in de arena. De capaciteit van de arena bedraagt 13.500.

## Evenementen
De arena was vele malen de locatie voor optredens van grote artiesten. Daarnaast worden er ook festivals gehouden waarbij grote dance acts optraden als Cascada, Scooter en Ultrabeat. Naast muziekoptredens hebben er ook evenementen als Disney on Ice, tv-shows als X-Factor en Britain's Got Talent, WWE, WWE Raw, WWE SmackDown en WWE Rebellion, en de Premier League Darts plaatsgevonden.
Verschillende comedians hebben opgetreden in de Motorpoint Arena, waaronder Russell Howard, Lee Evans en Peter Kay. Op 9 juni 2007 vond de uitreiking van de IIFA-Awards plaats. Het jaarlijkse BBC Radio 1Xtra concert en de BBC Sports Personality of the Year werden georganiseerd in de Sheffield Arena in 2009. Een bekende meeting van de Labour Partij in 1992, de Sheffield Rally, werd tevens georganiseerd in de arena.
Naast WWE vonden er ook bokswedstrijden plaats. Op 11 oktober won Joe Calzaghe zijn eerste WBO-wereldtitel in de arena, door een overwinning op Chris Eubank. Diezelfde dag verdedigde Naseem Hamed zijn titel in de arena, tegen Jose Badillo. Op 26 november 2005 verdedigde Ricky Hatton zijn IBF- en The Ring-titel en won tegelijkertijd de WBA-riem door te winnen van Carlos Maussa. Clinton Woods, een boxer uit Sheffield, vocht twee keer in de arena, beide keren tegen Julio César González, waarmee hij succesvol zijn IBF-titel verdedigde.
De Arena is de thuishaven van de Sheffield Steelers, een ijshockeyteam dat anno 2010 uitkomt in de Elite Ice Hockey League en in 2009 kampioen waren in deze competitie.

### Concerten
Hieronder staat een lijst van grote artiesten die hebben opgetreden in de arena:
- a-ha
- AC/DC
- Bryan Adams
- Aerosmith
- Christina Aguilera
- Arctic Monkeys
- Beyoncé
- Bon Jovi
- David Bowie
- Boyzone
- Michael Bublé
- Mariah Carey
- Cher
- Ciara
- Kelly Clarkson
- Coldplay
- Phil Collins
- Alice Cooper
- Def Leppard
- Depeche Mode
- Destiny's Child
- Duran Duran
- Bob Dylan
- Lupe Fiasco
- Girls Aloud
- Green Day
- Guns N' Roses
- Whitney Houston
- Iron Maiden
- Janet Jackson
- Elton John
- Kasabian
- The Killers
- Kings of Leon
- KISS
- Lady Gaga
- Avril Lavigne
- Led Zeppelin
- Leona Lewis
- Paul McCartney
- McFly
- Meat Loaf
- Metal Church
- Metallica
- Kylie Minogue
- Muse
- My Chemical Romance
- N.E.R.D
- New Kids on the Block
- Nickelback
- Noisettes
- Oasis
- Page&Plant
- Paramore
- Pet Shop Boys
- P!nk
- Pixie Lott
- Prince
- Pussycat Dolls
- Queen+Paul Rodgers
- Queensrÿche
- Cliff Richard
- Lionel Richie
- Rihanna
- Slash's Snakepit
- Britney Spears
- Bruce Springsteen
- Status Quo
- Rod Stewart
- Sting
- Styx
- Take That
- Tiësto
- Justin Timberlake
- Tina Turner
- U2
- Van Halen
- Kanye West
- Westlife
- The Who
- Robbie Williams